# 信原啓也
信原 啓也（のぶはら ひろや、1941年11月30日 - ）は、熊本県熊本市出身の財界人。元日本クレジットカード協会会長、元ジェーシービー（JCB）社長。

## 来歴・人物
- 1941年（昭和16年）11月30日 - 日本統治時代の朝鮮・京城府（現：ソウル特別市）生まれ
- 熊本県立熊本高等学校卒業
- 1965年（昭和40年） - 東京大学法学部卒業
- 1965年（昭和40年）4月 - 三和銀行入行
- 1994年（平成6年）12月 - 常務取締役
- 1997年（平成9年）5月 - 専務取締役
- 1999年（平成11年）6月 - 副頭取
- 2001年（平成13年）4月 - UFJホールディングス副社長執行役員[1]
- 2002年（平成14年）1月 - UFJ銀行取締役
- 2002年（平成14年）6月 - UFJカード代表取締役社長
- 2003年（平成15年）6月 - ジェーシービー代表取締役執行役員社長
- 2007年（平成19年）4月 - 日本クレジットカード協会会長[2]

## 関連人物
- 池内正昭　3代前のJCB社長。
- 高倉民夫　次代のJCB社長。